# Marie-Claude Thifault
Marie-Claude Thifault est une historienne québécoise née en 1965 et spécialisée dans l'histoire de l'univers asilaires québécois et canadien des XIXe et XXe siècles. 
 Infirmière de nursing psychiatrique de formation, elle est aujourd'hui professeure titulaire à l'École des sciences infirmières de l'Université d'Ottawa, directrice de l'Unité de recherche sur l'histoire du nursing et titulaire de la Chaire de recherche sur la francophonie canadienne en santé. Sa recherche porte sur l'histoire des institutions psychiatriques canadiennes (en particulier l'Hôpital Saint-Jean-de-Dieu), l'histoire des infirmières, des femmes et des communautés religieuses.  

## Biographie

### Formation
En 1985, elle obtient un diplôme collégial en soins infirmiers à saint-Jérôme, puis se consacre à la pratique infirmière. Elle travaillera notamment à l'Hôpital Rivières-des-Prairies pendant plus de 15 ans.   
Elle débute en même temps une formation en histoire à l'Université du Québec à Montréal et obtient sa maîtrise en histoire en 1994 avec une thèse sur Folie et déviance des femmes au Québec 1901-1913. 
En 2003, elle soutient une thèse de doctorat en histoire sur L'enfermement asilaire des femmes au Québec: 1873-1921 sous la supervision de l'historien André Cellard à l'Université d'Ottawa. 

### Carrière universitaire
En 2004, elle est nommée professeure d’histoire canadienne à l’Université de Hearst.
En 2007, elle rejoint l'École des sciences infirmières de l'Université d'Ottawa, où elle devient en 2011 titulaire de la Chaire de recherche sur la francophonie canadienne en santé au sein du Collège des chaires de recherche sur le monde francophone. Elle est également nommée  directrice de l'Unité de recherche sur l'histoire du nursing.  
Elle est en outre chercheuse associée au Centre d'histoire des régulations sociales ainsi qu'à l'Institut du savoir de l'Hôpital Montfort et professeure associée au Département d'histoire de l'Université du Québec à Montréal.

## Recherche
Ses recherches portent sur l'histoire des religieuses hospitalières, en particulier les Sœurs de la Providence fondatrices de l’École de gardes-malades de l’Hôpital Saint-Jean-de-Dieu, de même que sur l’intégration d’un service professionnel de soins de santé spécialisé en médecine mentale, offert par des infirmières diplômées au sein de l’institution psychiatrique montréalaise. Plus généralement, elle étudie le monde asilaire québécois et canadien avec cette volonté de « donner la  parole  aux  internés ». Elle dit d’ailleurs aimer « le défi de travailler avec des sources « peu bavardes » ». C’est dans cette perspective qu'elle a développé un programme de recherche sur le nursing psychiatrique à l’Hôpital Montfort centré sur les dossiers de patients et patientes, à l'occasion d'un projet de recherche sur la désinstitutionnalisation psychiatrique dans la francophonie canadienne. Au cours des dernières années, elle s'est intéressée encore davantage aux récits de patients et patientes psychiatriques dans une approche microhistorienne ainsi qu'aux nouvelles formes de valorisation de la recherche (webdocumentaire, fiction, etc.). Pendant la pandémie de COVID-19, elle a également dirigé un projet intitulé #monrecitcovid visant à rassembler les récits des soignant.e.s et des malades relatifs à cette pandémie. 
Militante pour la reconnaissance du travail important des religieuses hospitalières dans les hôpitaux psychiatriques québécois, elle défend également leur inclusion à part entière dans l'histoire du féminisme.

## Publications
- Avec Marie Lebel, Dérives : une histoire sensible des parcours psychiatriques en Ontario français, Ottawa, Presses de l'Université d'Ottawa, 2021.
- Avec Alexandre Klein et Hervé Guillemain (dir.), La fin de l’asile ? Histoire de la déshospitalisation psychiatrique dans l’espace francophone au XXe siècle, Rennes, Presses universitaires de Rennes, 2018.
- Avec Isabelle Perreault (dir.), Récits inachevés : Réflexions sur la recherche qualitative en sciences humaines et sociales, Ottawa, Presses de l'Université d'Ottawa, 2016, 247 p.
- Avec Isabelle Perreault et Alexandre Klein (dir), « L’archive psychiatrique », Santé mentale au Québec, Vol. 41, no 2, 2016, p. 9-19.
- Avec Véronique Strimelle (dir), « Institutions. Entre coercition et soins, XIXe et XXe siècles », Canadian Bulletin of Medical History/Bulletin canadien d’histoire de la médecine, 32.1, 2015, p. 9-76.
- Avec Henri Dorvil (dir.), Désinstitutionnalisation psychiatrique en Acadie, en Ontario francophone et au Québec, 1930-2013, Montréal, Presses de l,Université du Québec, 2014, 216 p.
- « Où la charité règne, le succès est assuré!  Hôpital Saint-Jean-de-Dieu, 1901-1962 », RHAF, 65, 2-3, automne-hiver 2013 : 179-201.
- (dir.), L'incontournable caste des femmes. Histoires des services de santé au Québec et au Canada, Ottawa, Les Presses de l'Université d'Ottawa, 2012.
- Avec C. Toman (2012), « Le cyber-apprentissage et la réflexion historique au service de la formation infirmière », L’infirmière clinicienne, 9, 1 : 27-36.
- « Aperçu historique. Les pratiques nursing dans le traitement des maladies nerveuses et mentales à l’Hôpital Saint-Jean-de-Dieu », L’infirmière Clinicienne, revue francophone internationale. L’infirmière et la santé mentale, 2011, Vol. 8, no 2 : 1-7.
- Avec André Cellard, Une toupie sur la tête: visages de la folie à Saint-Jean-de-Dieu, Montréal, Boréal, 2007. 336 p.

## Honneurs
En 2007, son ouvrage Une toupie sur la tête: visages de la folie à Saint-Jean-de-Dieu est finaliste au Prix du Gouverneur général section essai francophone. 
En 2014, son ouvrage L'incontournable caste des femmes. Histoires des services de santé au Québec et au Canada est finaliste au Prix du Canada en sciences sociales de la Fédération des sciences humaines. 

## Apparitions médiatiques
- Émission Avant-Après, L'Hôpital Saint-Jean-de-Dieu, Savoir Média, 2020.
- Alexandre Klein et Marie-Claude Thifault, Santé mentale : Halte aux cliché, La Presse, 21 janvier 2020.